# Femmes hors-la-loi

Femmes Hors-la-loi (Outlaw women) est un western américain réalisé par Sam Newfield et Ron Ormond (en)  en 1952

## Synopsis
La petite ville de Los Mujeres" est entièrement contrôlée par des femmes et plus particulièrement par Iron Mae McLeod qui gère le saloon et ses activités. La prospérité de la ville attire la convoitise des bandits de la région, tandis le gouvernement veut y installer la légalité en organisant des élections

## Fiche technique
- Titre d'origine :  Outlaw women
- Titre français : Femmes Hors-la-loi
- Réalisation : Sam Newfield  / Ron Ormond (en)
- Scénario : Orville H. Hampton
- Musique : Walter Greene
- Photographie : Ellis W. Carter / Harry Neumann
- Date de sortie
  -  États-Unis : 28 avril 1952
- Durée : 75 minutes
- Affiche : Duccio Marvasi (France)

## Distribution
- Marie Windsor : Iron Mae McLeod
- Richard Rober : Woody Callaway
- Carla Balenda : Beth Larabee
- Jackie Coogan : Piute Bill
- Allan Nixon : Dr Bob Ridgeway
- Jacqueline Fontaine : Ellen Larabee
- Billy House : oncle Barney
- Richard Avonde : Frank Slater
- Lyle Talbot : juge Roger Dixon
- Maria Hart : Dora
- Leonard Penn : Sam Bass
- Tom Tyler : Chillawaka Charlie
- Lou Lubin : Danny
- Cliff Taylor : Old Barfly
- The Four Dandies : le quartet vocal du saloon
- Connie Cezon : l'une des filles de l'oncle Barney
- Paula Hill : l'une des filles de l'oncle Barney
- Sandy Sanders : Curly
- Diane Fortier : l'une des filles de l'oncle Barney
- Angela Stevens : l'une des filles de l'oncle Barney
- Hazel Nilsen : l'une des filles de l'oncle Barney
- Clark Stevens : Henchman
- Riley Hill : John Ringo